# Erysimum lycaonicum
Erysimum lycaonicum là một loài thực vật có hoa trong họ Cải. Loài này được (Hand.-Mazz.) Hub.-Mor. mô tả khoa học đầu tiên năm 1960.